# Calamosternus hyxos
Calamosternus hyxos är en skalbaggsart som beskrevs av Rudolph Petrovitz 1962. Calamosternus hyxos ingår i släktet Calamosternus, och familjen Aphodiidae. En underart finns: C. h. algiricus.